# Hahncappsia ecuadoralis
Hahncappsia ecuadoralis là một loài bướm đêm trong họ Crambidae.